# Ernst Peymann
Pour les articles homonymes, voir Peymann.
Heinrich Ernst Peymann (22 mai 1737 - 28 janvier 1823) fut un officier de l'armée danoise. Il fut le commandant suprême des forces armées danoises lors de la bataille de Copenhague en 1807. 

## Sources
- (en) Cet article est partiellement ou en totalité issu de l’article de Wikipédia en anglais intitulé « Ernst Peymann » (voir la liste des auteurs).